# Главный опекунский совет
Гла́вный опеку́нский сове́т (пол. Rada Główna Opiekuńcza) — название двух благотворительных организаций, существовавших в период оккупации Польши немецкими войсками:
1) в 1916—1918 годах в Царстве Польском (с согласия немецких оккупационных властей) и после, до 1920 года на территории Литвы, Латвии и Эстонии. Содержала приюты, раздавала продовольствие, одежду, денежные пособия. Председателями совета были (поочередно): С. Дзежбицкий, Евстахий Сапега, а председателями Главного Управления: Адам Роникер, С. Станишевский.
2) в 1940—1945 годах. В 1940 году Адам Роникер, с согласия губернатора Ганса Франка, возобновил его деятельность. Существенное содействие в его деятельности оказал кардинал Адам Стефан Сапега. Помощью ГОС (RGO) пользовалось около 700—900 тыс. человек в год.
Деятельность Главного опекунского совета была разрешена оккупационными властями. В частности, представитель ГОС из Кракова доктор Эдмунд Зейфрид (пол. Edmund Seyfried) и ряд других сотрудников этой организации участвовали в делегации направленной Управлением пропаганды в Варшаве на место Катынского расстрела.

## Виды деятельности
- приюты для сирот,
- пункты медицинской помощи,
- кухни для бедных,
- профессиональные курсы и ремесленные мастерские,
- денежные пособия,
- раздача одежды, обуви, пищи,
- отправка посылок для военнопленных и заключённых,
- содействие в расселении на территории Генерал Губернаторства поляков выселенных из польских территорий включённых в III Рейх (главным образом из Великой Польши и Поморья),
- помощь выселенным жителям Замойщины, беженцам с Волыни,
- импровизированные больницы для польского населения во время эпидемии оспы и во время варшавского восстания, а также после его разгрома,
- помощь для жителей Варшавы во время восстания и после их изгнания с города,